# Rieral de Bigues
El Rieral de Bigues es el nombre de un antiguo núcleo de masías convertido urbanización de Bigas (pueblo del Vallés), en el término municipal de Bigues i Riells que, con el paso del tiempo, se ha ido convirtiendo en el núcleo principal del cabo.
Está situado al pie de la carretera BV-1483, entre los puntos kilométricos 23,9 y 24,9. La Casa de la Villa del ayuntamiento de Bigues i Riells es en su extremo noroeste, y el Centro de Atención Primaria, en el sureste. En la zona central es donde está Ca Arcís, en la actualidad bar y restaurante, que acoge la actual sala de teatro de Bigues, la Sala de Ca Arcís, el Pabellón Deportivo Municipal y el CEIP El Turó, aparte de la gran mayoría de establecimientos comerciales del pueblo.
Alrededor de unas pocas, principalmente Can Sapera, Can Prat Corona, Can Prat Nou, Can Pruna y Can Bosc, en un primer agrupamiento, se comenzó a fraguando un núcleo de población, donde surgieron las primeras agrupaciones de casas, como el Barrio Montserrat o las Casas de la Plaza de la Fruta, y poco a poco se fue formando la urbanización del Rieral de Bigues, en el lugar donde el río Tenes traza un valle ancho en dejar atrás la zona montañosa del Moyanés y de Riells del Fai.
El tejido urbano actual de Bigues fue extendiéndose hacia otras masías y molinos: La Baliarda, Can Cayetano, Can Vilanou, Cal tasar, Can Valls, Can Flix, Can Pruna Viejo, la Figuera, Villa Carlota, Can Coromines , Can Quimet y Can Flixeret, de noroeste a sureste, a la izquierda del Té
nes, y Can Noguera, Can Feliu y las Granjas de Can Feliu, el Molinet, Can Haz, Can Bacardí. la Torre, Can Segimon, Ca la Espada, Can Coix, el Flix, Can Taberner y el Molino Seco, en el mismo sentido a la derecha del río.
En el momento actual la trama urbana tiene como eje principal la carretera BP-1432, que en su paso por Bigues recibe el nombre de Avenida de Prat de la Riba. El Rieral de Bigues acoge 1.367 habitantes, un 18,2% de la población del término. Aparte de los principales comercios, el Rieral de Bigues tiene, en su extremo noroeste, la Casa de la Villa, en la parte central, el Pabellón deportivo y la escuela de primaria CEIP El Turó y en el extremo oriental, el centro de Atención Primaria (CAP). También hay una casa de cultura que, tras varios años parada, a principios de 2011 se anuncia la apertura de la biblioteca pública.
| Comunidad Autónoma | Cataluña                         |
| Región             | Àmbit Metropolità de Barcelona   |
| Comarca            | Vallés Oriental                  |
| Municipio          | Bigas                            |
| Altitud            | Al entorno de los 220 m s. n. m. |
| Población (2005)   | 1.367 hab.                       |